# Atrichopleura citima
Atrichopleura citima är en tvåvingeart som beskrevs av Collin 1933. Atrichopleura citima ingår i släktet Atrichopleura och familjen dansflugor. Inga underarter finns listade i Catalogue of Life.